# Gladomes
Gladomes je naselje v Občini Slovenska Bistrica.
Leži na nadmorski višini 330 m v pretežni meri v dolini potoka Gladomeščice, oklepa pa ga nizko gričevje. V prisojnih
legah se goji predvsem vinska trta. Do druge svetovne vojne je bil zaselek Zgornje Ložnice.
V njem stoji tudi kapelica z letnico 1898, današnjo podobo pa je dobila med letoma 1918 - 20,
ko naj bi bila po ljudskem izročilu obnovljena. Obnovili naj bi jo fantje, ki so se zaobljubili,
da jo bodo obnovili če se srečno vrnejo iz prve svetovne vojne. Tukaj se organizirajo manjšinska 
srečanja ter blagoslov jedi na veliki petek. Na veliko soboto, pa domačini obujajo staro šego 
kurjenja velikonočnega ognja. Na hribu, kjer je postavljeno železno ogrodje v obliki monštranca 
nanj pritrdijo smolnat borov les in ga prižgejo z ognjem. Vas predstavljajo 360 prebivalcev in
je s tem ta trenutek največje naselje v krajevni skupnosti Zgornja Ložnica.
Kraj se prvič omenja leta 1227, prvi obrtnik in mlinar pa leta 1576.
V bližini naselja so bili odkriti arheološki ostanki rimske vile rustica. Temelji stavb so ohranjeni, artefakti z najdišča pa vključujejo številne drobce loncev.